# Harley Jane Kozak

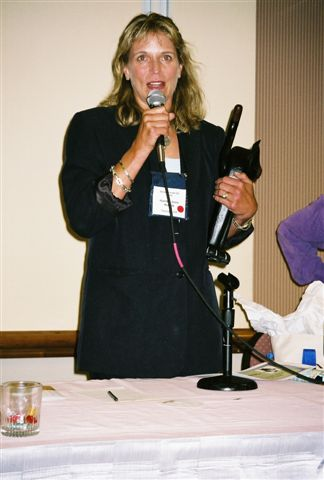
Harley Jane Kozak.

Susan Jane Kozak, más conocida como Harley Jane Kozak (n. 28 de enero de 1957 Wilkes-Barre, Pensilvania, Estados Unidos), es una actriz y autora estadounidense

## Carrera
Harley Jane Kozak comenzó su carrera como actriz en 1980 en la telenovela Texas. En 1983 actuó en la película clásica de terror The House on Sorority Row; durante la década de los ochenta actuó en varias series de televisión como Highway to Heaven y Santa Bárbara. En 1989 actuó en las películas When Harry Met Sally... y Parenthood. En 1990 protagonizó la película Arachnophobia. En 1991 protagonizó las películas Necessary Roughness y All I Want for Christmas. En 1994 protagonizó la película The Favor; durante la década de los noventa actuó en varias películas y series de televisión. Kozak ha escrito cuatro novelas: Dating Dead Men (2004), Dating is Murder (2005), Dead Ex (2007) y A Date You Can't Refuse (2009)

## Matrimonios e hijos
- En 1982 se casó con Van Santvoord del cual se divorció en 1983. En 1997 se casó con Greg Aldisert, se divorciaron en el año 2007, tienen 3 hijos

## Filmografía

### Películas
- The Red Queen (2009) .... Mujer en la iglesia
- Emma's Wish (1998) .... Joy Bookman
- The Lovemaster (1997) .... Karen
- Titanic (1996) .... Bess Allison
- A Friend's Betrayal (1996) .... Abby Hewitt
- Unforgivable (1996) .... Judy Hegstrom
- The Nerd (1996)
- Dark Planet (1996) .... Coronel Liz Brendan, rebelde
- Magic in the Water (1995) .... Dra. Wanda Bell
- The Android Affair (1995) .... Karen Garrett
- The Favor (1994) .... Kathy Whiting
- The Amy Fisher Story (1993) .... Amy Pagnozzi
- All I Want for Christmas (1991) .... Catherine O'Fallon
- Necesary Roughness (1991) .... Dra. Suzanne Carter
- The Taking of Beverly Hills (1991) .... Laura Sage
- Aracnophobia (1990) .... Molly Jennings
- Side Out (1990) .... Kate Jacobs
- So Proudly We Hail (1990) .... Susan McCarran
- Parenthood (1989) .... Susan Buckman
- When Harry Met Sally... (1989) .... Helen
- Clean and Sober (1988) .... Recepcionista en Ralston
- The House on Sorority Row (1983) .... Diane

### Series de televisión
- Beggars and Choosers .... Felicia (1 episodio: "Russian Roulette", 2000)
- Once and Again .... Mediadora (1 episodio: "Mediation", 2000)
- The Love Boat: The Next Wave .... Cassandra Taylor (1 episodio: "Don't Judge a Book by Its Lover", 1999)
- Chicago Hope .... Dra. Lucille Corcoran (2 episodios, 1998)
- The Secret Lives of Men .... Marcy (Piloto de la serie, 1998)
- You Wish .... Gillian Apple (13 episodios, 1997-1998)
- Teen Angel .... Gillian Apple (1 episodio: "One Dog Night", 1997)
- Stargate SG-1 .... Sara O'Neill (1 episodio: "Cold Lazarus", 1997)
- The Outer Limits .... Prisionera n.º 98843 (1 episodio: "The Camp", 1997)
- Strangers .... Leslie (1 episodio: "Cinema Verite", 1996)
- Charlie Grace .... Holly (2 episodios, 1995)
- Dream On .... Jill Chadfield (2 episodios, 1994-1995)
- Bringing Up Jack (1995) .... Ellen
- Harts of the West .... Alison Hart (15 episodios, 1993-1994)
- The Hidden Room .... Deborah (1 episodio: "Transfigured Night", 1993)
- L.A. Law .... Rikki Davis (2 episodios, 1991)
- Knightwatch .... Barbara 'Babs' Sheppard (9 episodios, 1988-1989)
- CBS Summer Playhouse .... Viki (1 episodio: "Mad Avenue", 1988)
- Supercarrier .... Comandante Libby Marcus (1 episodio: "Rest and Revolution", 1988)
- Highway to Heaven .... Caroline (1 episodio: "Jonathan Smith Goes to Washington", 1986)
- Santa Barbara .... Mary Duvall McCormick (66 episodios, 1985-1986)
- The Guiding Light .... Annabelle Sims Reardon (2 episodios, 1983-1985)
- Texas (1980) .... Brette Wheeler (1981-1982)